# Gare de Saint-Marcellin (Isère)
Gare de Saint-Marcellin vasútállomás Franciaországban, Saint-Marcellin településen.

## Vasútvonalak
Az állomást az alábbi vasútvonalak érintik:
- Valence–Moirans-vasútvonal

## Kapcsolódó állomások
A vasútállomáshoz az alábbi állomások vannak a legközelebb:
- Gare de Vinay
- Gare de Saint-Hilaire - Saint-Nazaire